# Brennerpasset
Brennerpasset er et bjergpas over Alperne på grænsen mellem Italien og Østrig, og det er et af Alpernes hovedpas. Det er det laveste (1.370 m.o.h.) og nemmeste af alpepassene og et af de få i Tyrol-regionen. Af denne grund har besiddelsen af passet altid været vital.
Passet er en vigtig nord-syd trafikforbindelse i Europa, og der er både motorvej (en del af E45), jernbane og hovedvej over Brennerpasset. Den første vej over passet blev bygget mellem 195 og 215 e.Kr. under den romerske kejser Septimius Severus. I middelalderen var Brennerpasset med 4.500 ton varetransport årligt det allervigtigste alpepas.
Mod slutningen af middelalderen forfaldt pasvejen imidlertid og blev reduceret til en mindre sti. Det var først under Maria Theresia af Østrig at passet på ny blev udbygget i 1777. Jernbanelinjen over Brennerpasset blev bygget i 1867. Med delingen af Tyrol efter 1. verdenskrig blev Brennerpasset grænse mellem Østrig og Italien.
Passet er opkaldt efter den italienske by Brennero, der ligger omtrent 10 km syd for passet.